# 14244 Labnow
14244 Labnow eller 2000 AT29 är en asteroid i huvudbältet som upptäcktes den 3 januari 2000 av LINEAR i Socorro County, New Mexico. Den är uppkallad efter Troy Labnow.
Asteroiden har en diameter på ungefär 3 kilometer.